# フィアット・メフィストフェレ
フィアット メフィストフェレ(Fiat Mephistopheles)は、フィアットが製造した速度記録用自動車。

## 概要
1923年にイギリスのドライバーであるアーネスト エルドリッジがフィアット初期の速度記録車を購入してフィアットの航空機用エンジンであるFiat A.12(6気筒 21.7L 320HP)を積んで「悪魔からエンジンを購入した」という意味でメフィストフェレのあだ名が付けられ、1924年にフランスで234.98km/hの世界記録を達成した。 